# Séismes de 2016 de Kumamoto

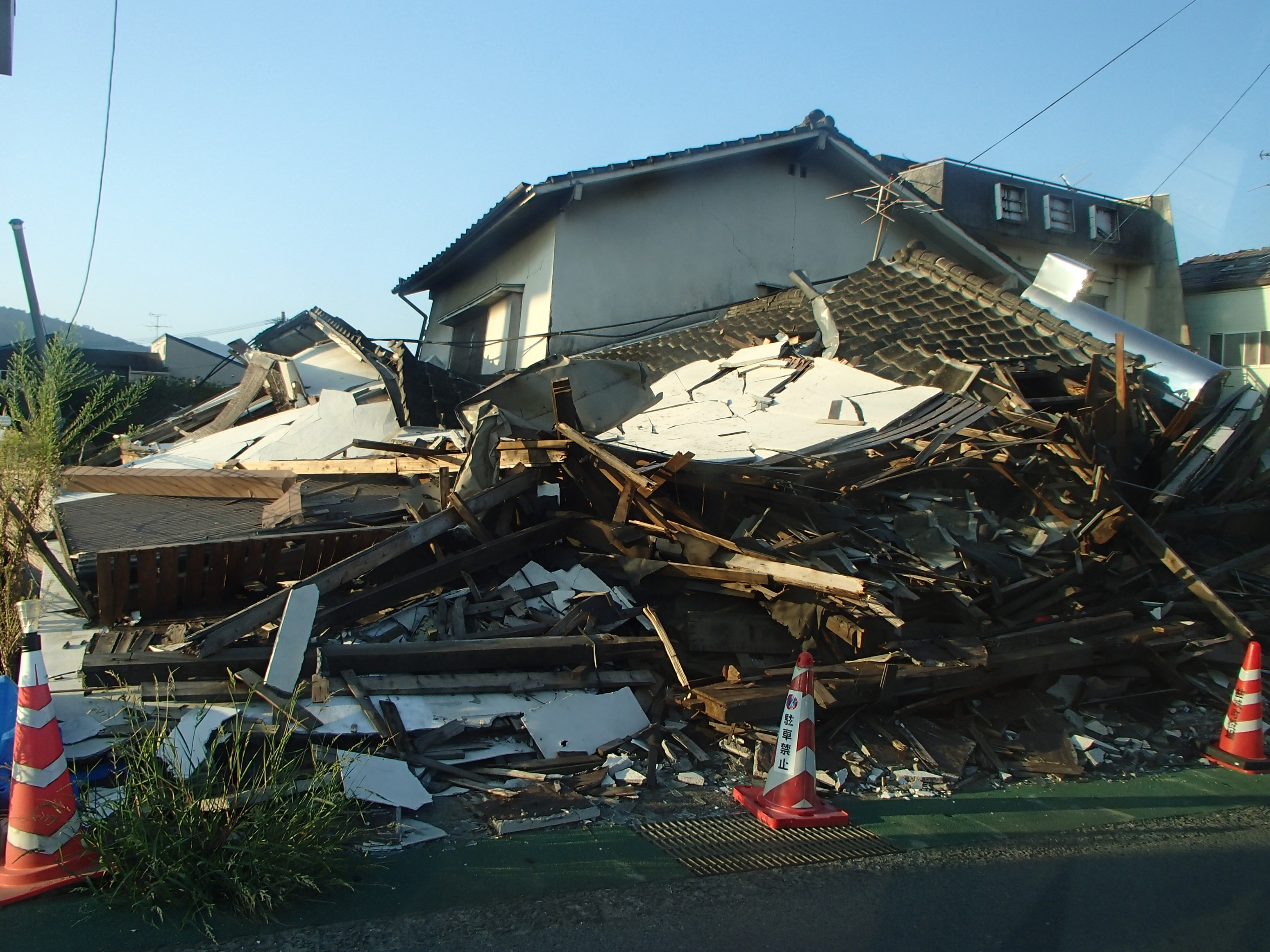
Destroyed house by 2016 Kumamoto earthquake

Les séismes de Kumamoto de 2016 sont une série de séismes, incluant une secousse principale de magnitude de moment 7,0 à 1 h 25 (JST) le 16 avril 2016, près de la ville de Kumamoto, sur l'île de Kyūshū, accompagné d'un séisme précurseur de magnitude 6,5 à 21 h 26 (JST), le 14 avril 2016, à une profondeur d'environ 11 km.
Les deux séismes ont tué directement au moins 273 personnes et en ont blessé au moins 2 000 autres au total. D'importants dommages ont été rapportés dans les préfectures de Kumamoto et d'Ōita, avec de nombreuses structures, y compris le château de Kumamoto, et des infrastructures effondrées et ayant pris feu. 180 000 personnes ont été évacuées de leurs habitations à cause de la catastrophe.

## Secousse du 14 avril
Un séisme de magnitude 6,5 survient à 21 h 26 (JST) le 14 avril 2016, à une profondeur d'environ 11 km, près de la ville de Kumamoto, sur l'île de Kyūshū.

## Secousse du 16 avril
La secousse principale, de magnitude de moment 7,0, survient à 1 h 25 (JST) le 16 avril 2016,, à une profondeur de 10 km environ,.

## Dégâts et victimes
Les multiples répliques ont provoqué des glissements de terrain et détruit diverses structures telles que le grand pont d’Aso et le tunnel de Tawarayama entre Minamiaso et Nishihara.
Au 16 avril, le bilan est de 41 morts et plus de 1 000 blessés, dont 184 graves, et plus de 180 000 foyers sont privés d’électricité et environ 200 000 d’un accès à l’eau,. Au 20 avril, le bilan est de 59 morts : 47 directement dues au séisme, et 11 des suites de la dégradation de leurs conditions de vie ; 100 000 personnes vivent hors de leur logement, dans des conditions pénibles, dans des refuges ou dans leur voiture.
Toyota, Mitsubishi Motors, Renesas et Sony ferment ou suspendent des lignes d'assemblage de leurs usines à partir du lundi 18 avril, à la suite d'un manque de pièces de leurs fournisseurs touchés par le séisme. Les chaines de Toyota sont relancées entre les 25 et 28 avril.
Un an après le séisme, le bilan s'est alourdi à 222 morts : 50 directement dues aux dégâts du séisme, et 172 victimes indirectes de la catastrophe, décédés à la suite de la détérioration de leur qualité de vie en tant qu’évacué. 183 882 personnes au total ont été dispersées sur 855 sites d'évacuation, dont le dernier a fermé en novembre 2016. 190 000 logements ont été partiellement ou totalement détruits par le séisme : la fin des travaux de démantèlement financés par l'État est prévue pour mars 2018, alors que la rénovation du donjon principal du château de Kumamoto est envisagée pour 2019.